# Madness of Love
A Madness of Love (magyarul: A szerelem bolondsága) egy dzsesszdal, mely Olaszországot képviselte a 2011-es Eurovíziós Dalfesztiválon. A dalt az olasz Raphael Gualazzi adta elő olasz és angol kevert nyelven. Olaszország 1997 óta először nevezett a versenyre.
A dalt 2011. február 19-én, a Sanremói Dalfesztivál döntője során jelentették be az olasz indulóként, miután egy nappal korábban a fiatalok kategóriájának győztese volt. Ott olasz nyelven, Follia d’amore címmel adták elő.
Olaszország az Öt Nagy ország tagjaként automatikusan döntős, így nem kellett részt vennie az elődöntőkben. A május 14-i döntőben a fellépési sorrendben tizenkettedikként adták elő, a francia Amaury Vassili Sognu című dala után és a svájci Anna Rossinelli In Love for a While című dala előtt. A szavazás során 189 pontot szerzett, négy országtól (Albánia, Lettország, San Marino, Spanyolország) begyűjtve a maximális 12 pontot. Ez a második helyet jelentette a huszonöt fős mezőnyben, harminckettő ponttal lemaradva a győztes Azerbajdzsán mögött. Így Olaszország sikeresen tért vissza, 1974 után másodszor végzett a második helyen.

## Slágerlistás helyezések
| Slágerlisták (2011) | Lh.* |
| ------------------- | ---- |
| Ausztria            | 40   |
| Belgium (Flandria)  | 37   |
| Belgium (Vallónia)  | 38   |
| Hollandia           | 90   |
| Olaszország         | 8    |
| Svájc               | 52   |

*Lh. = Legjobb helyezés.